# 地方行政白皮書 (香港)
《地方行政白皮書》（White Paper on District Administration in Hong Kong）是1981年1月英屬香港政府發表的白皮書，宣佈香港未來的地方行政架構。
1980年6月，香港政府發表《地方行政模式綠皮書》，就建立一套新的地方行政制度諮詢民間意見。一般相信，香港政府的行動是由於英國政府已明確得知中國將於1997年7月1日收回香港主權，為建立一套具有代議性質的管治體制有關。

## 白皮書內容
《地方行政白皮書》規劃的香港地方行政體系共分為三級，第一級行政機構是全港原先的行政局及立法局。
第二級行政機構是市區原有的市政局及在新界區設一個行政機構，新界區則先是在1985年4月成立「臨時區域議局」，職權與市政局相同，後於1986年4月1日正式成立區域市政局；原先的鄉議局則保留未裁撤，其主席及兩位副主席則是區域市政局的當然議員。市政局及區域市政局所對應的執行機構則是市政總署及區域市政總署，在政務司的管轄下，執行市政局的決議。
第三級行政機構是區議會及地區管理委員會，新界區的區議會設立要早於區域市政局。新界區二十七個鄉事委員會主席為新界各區議會的當然議員，市區部分議員則由香港總督委任。新界地區首先於1982年3月4日選舉，市區則於同年9月23日選出。區議會任期為三年，但首屆市區的區議會任期被縮減為兩年半，以便第二屆選舉能同時舉行。

## 新界問題
關於與區域市政局平行的「鄉議局」(第二級)，以及與區議會平行的「鄉事委員會」(第三級)，尚有不少問題。鄉議局及鄉事委員會未列入香港正式的地方行政機構內，但在地方行政工作中，也有扮演重要角色。昔日殖民地時代，市政局主要由英人所組成，專管香港、九龍市區，鄉議局由當地華人組成，專管新界，兩局分工明確，代表性也涇渭分明。然而成立區域市政局後，新界在某些方面似有形成「雙重政權」的現象發生。